# Ala al-Din Ali ibn Ahmad Djamali
Mawlana Ala al-Din Ali ibn Ahmad ibn Muhammad Djamali (també conegut com a Zenbilli Ali Efendi) fou un religiós turc. Era originari de Karaman però establert a Amasya. Fou partidari de Baiazet II. Fou xaikh al-Islam, la més alta autoritat religiosa de l'Imperi, del final del 1503 al 1526. Va morir el 1526 i fou enterrat a una mesquita que havia construït a Istanbul. Va deixar escrites diverses fàtues.